# Aimee Blackman Fidalgo
Aimee Blackman Fidalgo (Mataró, Maresme, 28 d'agost de 2005) és una jugadora d'hoquei sobre patins catalana.
S'inicià en el SHUM Maçanet i competí amb el GEiEG i l'Hoquei Club Palau de Plegamans, proclamant-se subcampiona d'Espanya sub-17 (2021). Debutà amb l'equip sènior amb setze anys i en la seva primera temporada guanyà la Lliga europea, l'OK Lliga i la Supercopa d'Espanya. La següent temporada fou escollida jugadora revelació de l'OK Lliga femenina. Internacional amb la selecció espanyola des de 2023, s'ha proclamat campiona d'Europa (2023).
Entre altres reconeixements, fou premiada com a jugadora revelació de l'OK Lliga Iberdrola 2022-23.

## Palmarès
Clubs
- 1 Lliga de Campions de la WSE femenina (2021-22)
- 1 Lliga espanyola d'hoquei sobre patins femenina (2021-22)
- 1 Copa espanyola d'hoquei sobre patins femenina (2023-24)
- 1 Copa portuguesa d'hoquei sobre patins femenina (2024-25)
- 1 Supercopa espanyola d'hoquei sobre patins femenina (2021-22)

Selecció espanyola
- 1 medalla d'or al Campionat d'Europa d'hoquei sobre patins (2023)